# Курув-Великий
Курув-Великий (пол. Kurów Wielki, нім. Großkauer) — село в Польщі, у гміні Ґавожиці Польковицького повіту Нижньосілезького воєводства.